# Dawn Richard
Dawn Richard (* 5. August 1983) ist eine US-amerikanische R&B-Sängerin und Songwriterin. Nach einem ersten Debütalbum im Jahre 2005, war sie von 2006 bis 2009 Mitglied der Girlgroup Danity Kane und von 2009 bis 2012 Teil der Hip-Hop-Gruppe Diddy-Dirty Money, im Jahre 2013 veröffentlichte sie ihr zweites Soloalbum namens „Goldenheart“.

## Jugend
Richard wurde 1983 als Tochter einer Afroamerikanerin und eines Haitianers in New Orleans, Louisiana geboren. Sie hat einen Bruder. Ihre Familie lebt in Baltimore, Maryland, nachdem sie wegen Hurricane Katrina ihren Wohnort verlassen musste. Ihr Vater, Frank Richard, ist der Leadsänger und Perkussionist der erfolgreichen Funk/Soul-Band Chocolate Milk. Ihrer Mutter gehörte eine Tanzschule, wo Dawn einen Großteil ihrer Kindheit verbrachte.

## Karriere

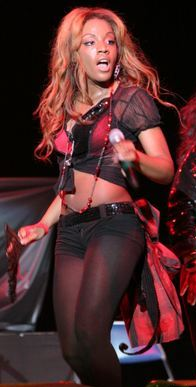
Richard als Teil der Girl-Group Danity Kane (2007)

Richard unterschrieb ihren ersten Plattenvertrag im Alter von 20 Jahren bei dem Indie-Label Yeah! Brother Records im Jahre 2004. 2005, ein Jahr später folgte unter dem Künstlernamen Dawn Angelique das erste Studioalbum namens Been a While. Die CD enthielt unter anderem Kollaborationen mit B’Shipe und Pooh Bear. 
Der große Durchbruch folgte im selben Jahr im Rahmen der Castingsendung Making The Band, bei welcher sie als Siegerin hervorging und Mitglied der Pop- und R&B-Gruppe Danity Kane wurde. Der Name der Girlband basiert auf einer Comicfigur von Richard. Die Band hatte bis zum Jahr 2008 zwei Nummer-eins-Alben und genauso viele Top-Ten-Hits. Sie sind die einzige Girlgroup, der es gelang, mit den ersten beiden Alben Platz eins der Billboard 200-Charts zu belegen. In Deutschland erreichte ihr größter Hit Show Stopper die Top 40 der Charts. Bereits während ihrer Zeit bei Danity Kane tauchten im Internet Solo-Songs von Richard auf, u. a. in Zusammenarbeit mit Lil Wayne, Trina und Flo Rida. Außerdem bot Richard bei Live-Auftritten des Songs Last Night aus P. Diddys Album Press Play die Parts von Keyshia Cole dar. 
Im Jahre 2009, nachdem sich Danity Kane auflöste, wurde sie Mitglied von Sean Combs’ neuer Formation Diddy-Dirty Money. Das Trio bestehend aus Rapper, Produzenten und Gründer Sean „Diddy“ Combs und den Sängerinnen Kalenna Harper und Richard (beide gemeinsam agieren als Dirty Money) veröffentlichte 2011 mit Last Train to Paris ein Top-10-Album und die Single Coming Home gemeinsam mit Skylar Grey konnte Platz vier der deutschen Singlecharts erklimmen. Der Song I’m on You gemeinsam mit DJ Antoine und Timati erreichte im Frühjahr 2012 Platz 50 der deutschen Singles-Charts. Neben dem Studioalbum erschien auch das Mixtape Love Love vs. Hate Love. Die Gruppe wurde unter anderem für den MUS-TW-Award und den BET Award nominiert.
Nachdem sich das Projekt nach drei Jahren aufgelöst hatte, beendete Richard auch ihren 2006 bei Combs unterschriebenen Vertrag bei Bad Boy Records, um unabhängig als Solo-Künstlerin weiterzumachen. Ihre erste EP Amor On erschien im März 2012 als Download im Eigenvertrieb und erreichte Platz 145 der offiziellen US-amerikanischen Albumcharts und Platz 28 der R&B-Albumcharts. Zum Ende desselben Jahres erschien zudem die Weihnachts-EP Whiteout. Sie enthielt die Single December Sky. Im Januar 2013 folgte mit Goldenheart das erste Studioalbum unter dem Namen Dawn Richard. Das von Kritikern angepriesene Album konnte den Erfolg der EP übertreffen und erreichte Platz 22 der R&B-Charts und Rang 137 der Billboard 200-Liste. Nach der Single ’86 wurde im Sommer 2013 der Song Riot aus dem Album ausgekoppelt. Der Single-Edit wurde von DJ Tomekk produziert. Außerdem lieferte Richard Gastbeiträge auf Alben und Mixtapes von Lil’ Mo, Chris Brown, Nelly, Guy Gerber, Eve und T-Pain.
Im April 2021 erschien ihr tanzbares Elektro-Pop-Album Second Line mit 16 Tracks auf Merge Records.

## Privatleben
Richard ist mit dem Sänger Qwanell Mosley aus der Gruppe Day26 zusammen.

## Diskografie
Alben
- 2005: Been a While
- 2013: Goldenheart
- 2015: Blackheart
- 2017: Redemptionheart
- 2019: New Breed
- 2021: Second Line

EPs
- 2012: Armor On
- 2012: Whiteout

Mixtapes
- 2011: A Tell Tale Heart

Singles
- 2010: Bottles (featuring Trina)
- 2011: December Sky
- 2012: SMFU (Save Me from U)
- 2012: Pretty Wicked Things
- 2012: 86
- 2013: Riot (DJ Tomekk Mix)
- 2013: Meteors

Musikvideos
- 2011: Dopeman (mit Cardi)
- 2011: Fantasy (mit T-Pain)
- 2012: SMFU (Save Me From You)
- 2012: Bombs
- 2012: Automatic
- 2012: Wild N’ Faith
- 2012: 86
- 2013: Riot/Northern Lights